# Parallelkurbelkupplung
Die Parallelkurbelkupplung ist eine torsionssteife Kupplung, die größere Radialverlagerungen paralleler Wellen ermöglicht. Sie besteht meist aus zwei Kupplungsscheiben, die mit zwei oder mehr parallelen Koppelstäben mit einer Mittelscheibe verbunden sind. Die Parallelkurbelkupplung ermöglicht eine winkeltreue Dreh-Übertragung. Sie gehört zu den drehstarren Ausgleichskupplungen und ist auch unter dem Namen ihres Erfinders Richard Schmidt als Schmidt-Kupplung bekannt.
Das Parallelkurbelgetriebe ermöglicht dabei eine sehr kurze Bauform im Vergleich zur anderen Kupplungen, die einen vergleichbaren Radial-Versatz winkeltreu erlauben.
Ein typischer Einsatzbereich sind Walzenantriebe mit größerem Versatz zwischen An- und Abtriebswelle, der sich etwa dadurch ergibt, dass die Walzen während des Betriebs in der Lage verstellt werden.
Die Rotationsbewegung der Welle wird durch drei oder mehrere Koppelstäbe (Lenker) gleichförmig und winkeltreu übertragen. Bei Versatzänderung wirkt die Mittelscheibe als Ausgleichselement. Radialschwingungen werden nicht zwischen den Welles übertragen.